# Brvenik
Brvenik (Servisch cyrillisch Брвеник) is een plaats in de Servische gemeente  Raška. De plaats telt 67 inwoners (2002).